# جواكيم فان دام
جواكيم فان دام (23 يناير 1990 ببيفيرن في بلجيكا - ) هو لاعب كرة قدم بلجيكي في مركز الدفاع. لعب مع فاسلاند بيفيرين وكيه في ميخيلين.

## وصلات خارجية
- جواكيم فان دام على موقع قاعدة بيانات كرة القدم.إي يو (الإنجليزية)
- جواكيم فان دام على موقع Soccerway.com (الإنجليزية)